# Carga de base
A carga de base em uma rede é o nível mínimo de demanda em uma rede elétrica ao longo de um período de tempo, por exemplo, uma semana. As fontes de energia da carga de base são estações de energia que podem gerar economicamente a energia elétrica necessária para satisfazer esta exigência mínima. Como elas têm um grau relativamente alto de contribuição anual para o fornecimento de energia, essas fontes são projetadas com recursos para minimizar o custo do combustível. Picos diários na carga da rede são atendidos com a plantas geradoras que podem ter maiores custos de combustível, porém operam por apenas uma parte do dia.

## Descrição

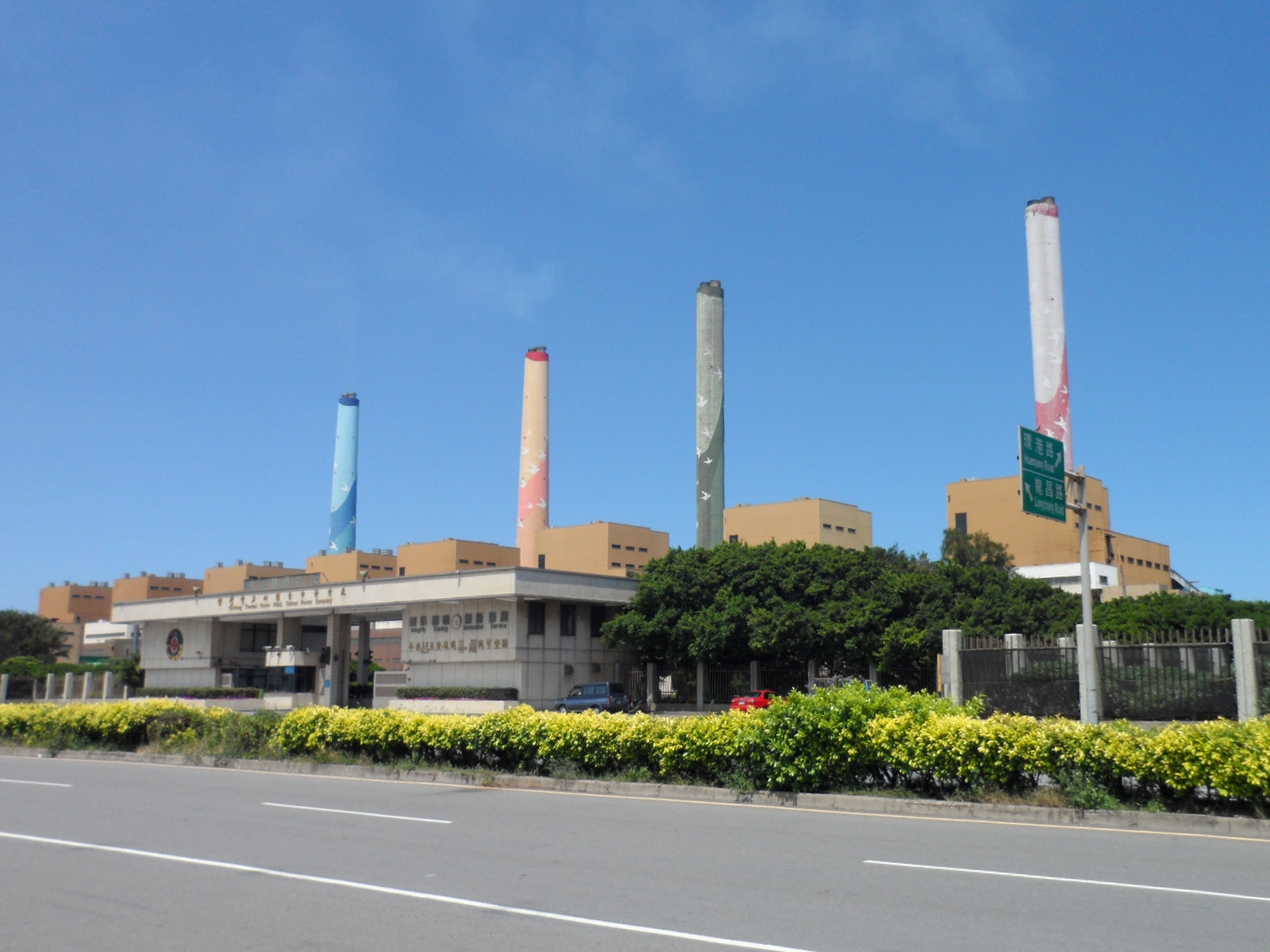
Uma usina de carga de base em Taiwan.

Uma usina de carga de base, (em inglês, baseload plant) é uma estação de energia designada para o fornecimento da demanda de base de carga. Tais usinas são as instalações produtoras utilizadas para atender parte, ou o todo, da demanda contínua de energia de uma dada região, e para produzir energia a uma taxa constante, geralmente a um custo menor em relação a outras instalações de produção disponíveis para o sistema. Exemplos de usinas de base utilizando combustíveis não-renováveis incluem as usinas nucleares e  as movidas a carvão. Normalmente funcionam continuamente ao longo do ano, exceto em casos de reparos ou manutenção. Estas usinas são frequentemente concebidas para terem uma eficiência relativamente alta e podem ser de ciclo combinado, contudo, podem demorar vários dias para se iniciarem e desligarem.
Para cada uma dessas usinas, em uma rede, é atribuída uma quantidade específica da demanda de energia da carga de base. A energia da carga de base é determinada pela curva de duração de carga do sistema. Para um típico sistema de energia, a regra é de que a energia da carga de base é normalmente de 35 a 40% da carga máxima durante o ano.[carece de fontes?]
Picos na demanda de energia são frequentemente tratados pelas chamadas usinas de energia de pico, menores e mais ágeis, embora talvez menos eficientes. São geralmente usinas  movidas a turbinas a gás.[carece de fontes?]
Enquanto que historicamente grandes redes de energia tiveram usinas de energia de carga de base para atender exclusivamente a ela - carga de base -, não há, contudo, requerimentos técnicos específicos para que seja assim. A carga de base também pode ser atendida igualmente pela quantidade adequada de fontes de energia intermitentes e de usinas de pico.
Entre as fontes renováveis de energia, a hidrelétrica, geotérmica, o biogás, biomassa, energia heliotérmica (com armazenamento) e de conversão de energia térmica oceânica podem fornecer a energia da carga de base.
A energia hidrelétrica também tem o atributo desejável de despachabilidade, embora, também, pode funcionar aquém do esperado, se uma longa seca ocorrer ao longo de sua bacia de drenagem.

## Economia
Usinas de energia são designadas de carga de base (baseload, em inglês) baseando-se no seu baixo custo de geração, na segurança e na eficiência dos níveis nominais de potência de saída. Essas usinas não alteram a sua produção para coincidir com a demanda do consumo de energia, pois é mais econômico para operá-las em níveis constantes de produção. O uso de meios mais custosos, como de plantas de ciclo combinado ou de turbinas à combustão, é, portanto, minimizado, e essas usinas podem ser 'cicladas' para cima e para baixo para corresponder a flutuações mais rápidas no consumo. Geradores de carga de base tais como a nuclear e a carvão, muitas vezes, têm custos fixos muito altos, alto fator de capacidade, mas custos marginais muito baixos. Por outro lado, geradores de carga de pico, tais como a gás natural, têm baixos custos fixos, baixo fator de capacidade e altos custos marginais. Usinas de carga de base típicas são grandes e fornecem a maior parte da energia utilizada em uma rede. Assim, são mais eficazes quando usadas continuamente para cobrir a carga de base requerida pela rede.

## Uso de usinas de carga de base
Usinas nucleares podem demorar muitas horas, senão dias, para alterarem a potência de saída, embora centrais modernas, e aquelas na França, tanto podem, quanto operam como usinas de acompanhamento de carga, e alteram a sua saída para atender a diferentes demandas. Como elas necessitam de um longo período para aquecerem-se até a temperatura de operação, estas usinas geralmente lidam com grandes quantidades de demanda de carga de base. Diferentes usinas e tecnologias podem ter capacidades diferentes para aumentar ou diminuir a saída sob demanda: usinas nucleares geralmente rodam próximo ao output máximo continuamente (exceto durante manutenção, reabastecimento e remodelação periódica), enquanto que usinas movidas a carvão podem ser cicladas ao longo do curso de um dia para acompanhar a demanda. Usinas com múltiplas unidades geradoras podem ser usadas como um grupo para melhorar o 'ajuste' com a demanda, ao operar cada unidade o mais próximo possível da eficiência de pico.
De acordo com o diretor executivo da National Grid plc, Steve Holliday, em 2015, a carga de base é 'ultrapassado', na medida em que microgrids ('micro-redes') tornar-se-ão o principal meio de produção, e grandes usinas relegadas para fornecer o restante.
Em 2016, Ambrose Evans-Pritchard do Daily Telegraph escreveu que, com os avanços no armazenamento de energia, 'cessa a necessidade de se construir dispendiosas usinas de carga de base', continuando a argumentar que 'reatores nucleares não podem ser desligados e religados de acordo com a necessidade da demanda - ao contrário de usinas a gás. Eles são inúteis como um back-up para a rede descentralizada do futuro, quando o vento, o sol, a água e outros recursos renováveis irão dominar o fornecimento de energia'.